# Wild Energy
Wild Energy – album Rusłany, zwyciężczyni Eurowizji 2004, wydany we Wschodniej Europie, Niemczech, Chinach i kilku innych krajach. Piosenki na płycie oparte są na powieści Dzika energia Mariny i Siergieja Diaczenków.

## Tracklisa

### Kanadyjska Edycja
1. "Wild Energy"
2. "Moon of Dreams" [featuring T-Pain]
3. "New Energy Generation"
4. "The Girl That Rules" [featuring Missy Elliott]
5. "I'll Follow The Night"
6. "Silent Angel"
7. "Dancing In The Sky"
8. "Heaven Never Make us Fall"
9. "Cry It Out"
10. "Overground"
11. "Heart on Fire"
12. "Energy of Love"